# Staurophlebia reticulata
Staurophlebia reticulata är en trollsländeart. Staurophlebia reticulata ingår i släktet Staurophlebia och familjen mosaiktrollsländor.

## Underarter
Arten delas in i följande underarter:
- S. r. guatemalteca
- S. r. obscura
- S. r. reticulata